# Diecezja Río Gallegos
Diecezja Río Gallegos (łac. Dioecesis Rivogallaecensis) – diecezja Kościoła rzymskokatolickiego w Argentynie. Należy do metropolii Bahía Blanca. Została erygowana 10 kwietnia 1961 przez papieża Jana XXIII bullą Ecclesiarum omnium.

## Ordynariusze
- Mauricio Eugenio Magliano SDB (1961-1974)
- Miguel Angel Alemán Eslava SDB (1975-1992)
- Alejandro Antonio Buccolini SDB (1992-2005)[2]
- Juan Carlos Romanin SDB (2005-2012)[2][3]
- Miguel Ángel D’Annibale (2013-2018)[4][5]
- Jorge García Cuerva (2019-2023)
- Ignacio Damián Medina (od 2023)